# Măciuca
Măciuca é uma comuna romena localizada no distrito de Vâlcea, na região de Oltênia. A comuna possui uma área de 44.46 km² e sua população era de 2024 habitantes segundo o censo de 2007.